# King's Bay
King's Bay es una localidad de Trinidad y Tobago, que forma parte de la parroquia de St. Paul.

## Geografía
La localidad abarca parte de la isla de Tobago y limita al norte con Top Hill y Lucy Vale (ambas localidades pertenecientes a la parroquia de St. John), al sur y este con el océano Atlántico y al oeste con Delaford.

## Demografía
Datos demográficos de la localidad de King's Bay:
| Gráfica de evolución demográfica de King's Bay entre 2000 y 2011 |
|                                                                  |